# Rue Raymond-Lens
La rue Raymond-Lens est une voie du Touquet-Paris-Plage dans le département du Pas-de-Calais. Après la traversée du boulevard Daloz, elle se poursuit par l'avenue Raymond-Lens.

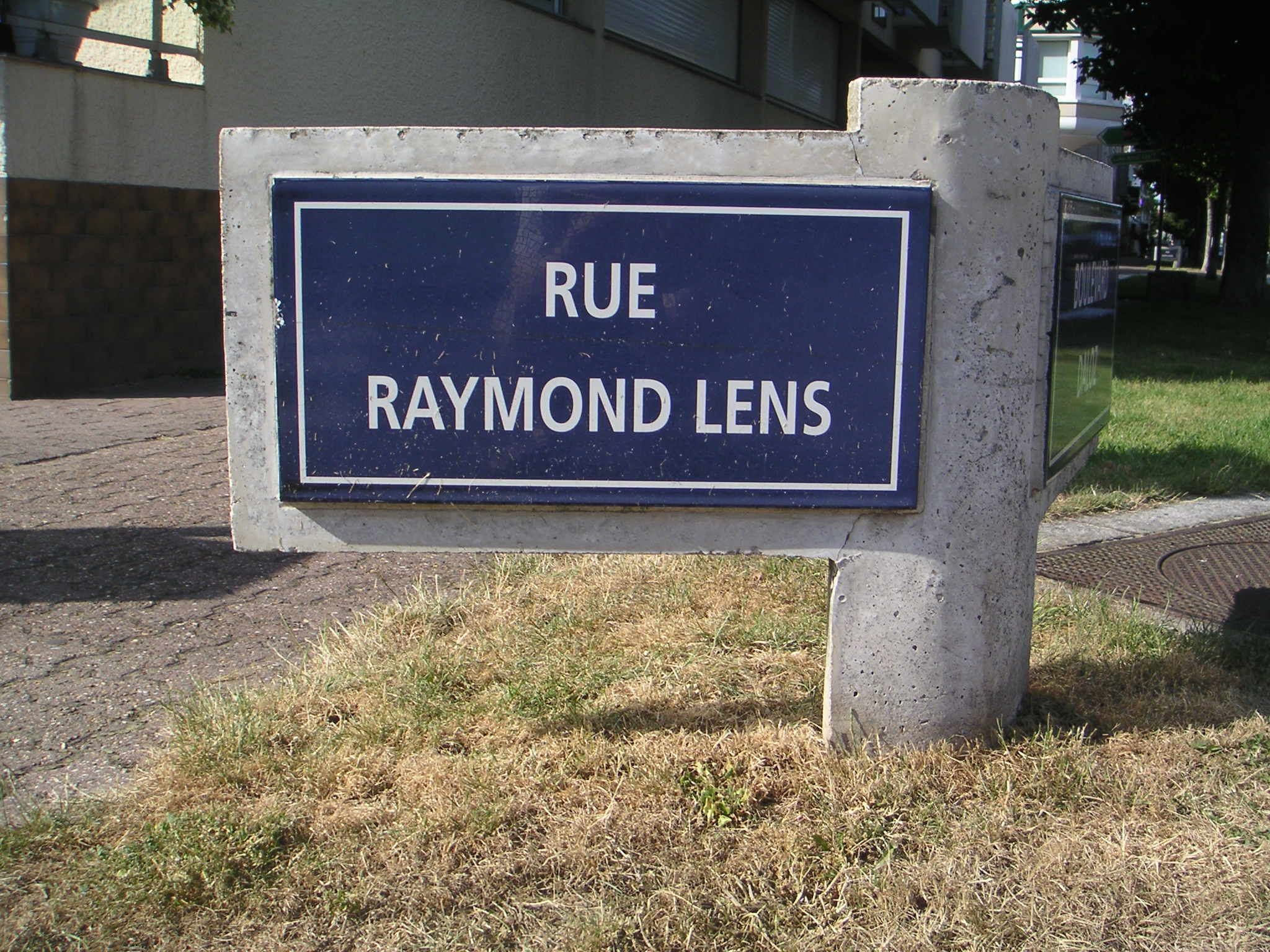

Raymond Lens était le géomètre du lotissement dû à Alphonse Daloz, créateur de la station.
La rue Raymond-Lens comprend plusieurs villas remarquables (inventaire des monuments historiques, inventaire général du patrimoine culturel) ou intéressantes par leur intérêt architectural ou historique.

## Localisation
La rue Raymond-Lens est l'une des rues qui relient le boulevard du Docteur-Jules-Pouget au boulevard Daloz. Elle est située dans le lotissement défini par le géomètre Raymond Lens.

## Côté impair

### Début de la rue Raymond-Lens à l'intersection avec le boulevard Jules-Pouget
- nos 1-3 - (angle avec le 79, boulevard Jules-Pouget) résidence Grand Voile[1],[2],[3], construite en 2019 à l'emplacement des deux villas : au n°1 (lot 86) villa Sainte-Barbe et au n°3 (lot 87) villa Capucine. Cet immeuble en copropriété comprend 10 appartements[RNC 1].
- no 3 bis (lot 88) - villa Marie-Ange, repeinte et débaptisée en 2022.
- no 5 (lot 89) - villa Le Hublot[1],[4].
- no 7 (lot 91) - (entrée au 108, rue de Paris) - Commerce au rez-de-chaussée : Carré des Oyats[5] (« Articles de bureau » dans les années 1970).

### Intersection avec la rue de Paris
- nos 9-11-13 (lot 69) - résidence Le Britannia[1] (entrées 97, rue de Paris et 11, rue Raymond-Lens)[6], construite en 1905[I 1] immeuble en copropriété de 24 appartements[RNC 2] - Commerce au rez-de-chaussée : Carré des Oyats.
- no 15 (lot 68) - villa La Petite Hutte[1].
- no 17 (lot 67) - allée. Permis de construire du 22 janvier 2025 pour la démolition de bâtiments et la construction de 4 logements.
- no 19 (lot 66) - petit immeuble de 1974[I 2] en copropriété de six appartements sur trois niveaux[RNC 3].
- nos 21-23 (lot 65) - Commerces au rez-de-chaussée :  ligne Roset et meubles Flahaut (ex-Marneffe), local vide en 2025 (ex-coillure Valentin) et avant Opale-Gym) : entrée à l'angle de la rue de Londres. Permis de construire pour une extension par surélévation (Art Line), en date du 18 octobre 2023.

### Intersection avec la rue de Londres
- nos 25-27 (lot 176) - Commerce au rez-de-chaussée : Roche-Bobois(quincaillerie et cycles Romain, dans les années 1970).
- no 29 (lot 177) - association Sports, Santé et Arts Martiaux.
- no 31 (lot 178) - Façade en brique, très dégradée en 2025. Commerce au rez-de-chaussée : restaurant Le Coq Hardi[7] dont l'activité déclarée depuis 2010 est « dégustation, débit de boissons 3e catégorie, restauration »[8].
- no 33 (lot 179) - Commerce au rez-de-chaussée : Diable au Corps[9] (mercerie dans les années 1970).

### Intersection avec la rue de Metz
- no 35 (lot 401, entrée au 91, rue de Metz) - Commerces au rez-de-chaussée : Chocolats de Beussent-Lachelle, fromagerie Pasquier (« Aux Mille Couleurs » dans les années 1970).
- nos 37 et 37 bis (lot 152) - villa Brise Marine[1], construite en 1951[I 3]
- nos 39 et 39 bis (lot 151) - villa dont le nom Douceur angevine a disparu avec les rénovations.
- no 41 (lot 150) - villa dont le nom L'Aubépine a disparu avec les rénovations. Siège de la société Raphaël Cambier[10].
- no 41 bis (lot 147) - villa avec toit-terrasse et construction arrondie.
- nos 43-45 (lot 146) - construction d'une extension en 2020, peinture en 2022.
- no 47 (lot 137) -
- no 49 (lot 135) - maison en angle agrandie par une construction terminée en juillet 2022, couverture refaire en 2025.

### Intersection avec la rue de Moscou
- no 51 (lot 134) - (entrée 73, rue de Moscou) Hôtel Jules (ex Hôtel de la Forêt).
- no 53 (lot 131) - villa Jeanne[1] repeinte en 2021.
- no 55 (lot 130) - villa Sourire de Mai[1], à la vente en 2024-2025.
- no 57 (lot 128) - villa Maud[1].
- no 59 (lot 127) - villa dont le nom Pamplemousse a disparu avec les rénovations.
- no 61 (lot 114) - villa Farandole[1], construite en 1913[I 1], extensions construites à la suite des permis de construire du 13 août 2019 et du 18 janvier 2021.
- nos 63-65-67 (lot 113) - villa dont le nom Le Freluquet a disparu avec les rénovations. Permis de construire du 22 février 2024 pour une extension et surélévation + construction d'une remise.
- no 69 (lot 109) - villa Primerose, construite en 1909[I 4], repeinte et débaptisée en 2022.
- angle (lot 400) - (entrée 76, boulevard Daloz) Résidence Ambassadeur[1], construite en 1971-1972 à l'emplacement de la villa Bengalis. Cet immeuble en copropriété comprend dix appartements[RNC 1].

### Fin de la rue Raymond-Lens à l'intersection avec le boulevard Daloz: début de l'avenue Raymond Lens

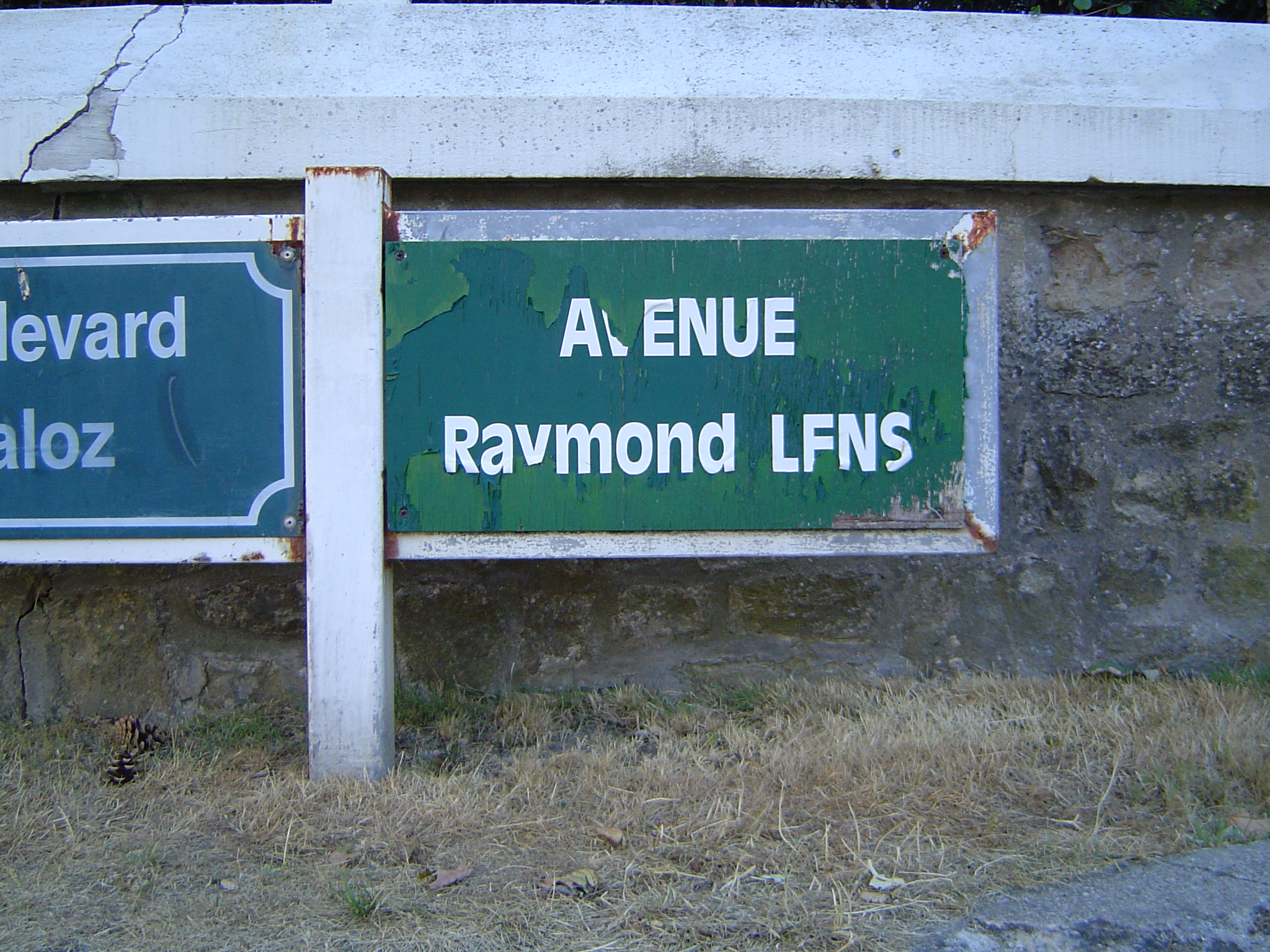

Le numérotage des habitations de l'avenue Raymond-Lens est un numérotage métrique.
- (lot 337) (entrée 43, boulevard Daloz) - villa Les Dacnis[1].
- no 33 (lot 444) - villa
- no 39 (lot 341) - villa Clair Matin
- no 63 (lot 342) - villa
- no 87 (lot 345) - villa[DVF 1] La Maisonnée.
- no 117 (lot 346) - villa Les Phalènes
- no 131 (lot 347) - villa Mimiche
- no 161 (lot 348) - villa Belmesnil[1] dont la Fondation du patrimoine a sélectionné les clôtures comme « clôture remarquable »[11].

## Côté pair

### Intersection avec le boulevard Jules-Pouget
- no 2 (lot 96) - résidence L'Ouragan[1],[12], dont la construction a été terminée en 1985[RNC 4] à la place de la villa L'Ouragan construite pour la famille Watine en 1898 sur les plans de l'architecte Paul Ridoux[13]. « Évacué pour cause d'amiante »[14], l'immeuble est « prisonnier d’un imposant échafaudage »[15]. En 2021, après quatre ans de procédures, « l’immeuble Ouragan n’est pas près d’être libéré de son encombrant échafaudage »[16]. Les échafaudages sont retirés fin 2023. L'immeuble en copropriété comprend 41 appartements[RNC 4].
- no 4 (lot 95) - villa Valentenouse[1],[b 1].
- no 6 (lot 92) - petit immeuble de 1971 en copropriété de quatre appartements[RNC 5], commerce au rez-de-chaussée : Bulthaup. Dans les années 1970, au 1er étage, restaurant « Diamant rose ».

### Intersection avec la rue de Paris
- no 8 (lot 111)- Commerce au rez-de-chaussée : Carré des Oyats
- {'numéros|10.1 / 10.2 / 10.3 (lot 285) -
- no 12 (lot 114) - villa, construite en 1928[I 5] dont le nom Les Picontins a disparu avec les rénovations. En haut de la construction, on lit, gravé dans la pierre : « FRE DEY 1928 ».
- no 14 (lot 224) - villa Outremer[1], anciennement Grosvenor.
- no 16 (lot 115) - villa Mon Moulin[1] et villa Playtime[1] à gauche, peinte en jaune.
- no 18 (lot 117) - villa dont le nom Magdeleine a disparu avec les rénovations.
- ensemble de plusieurs bâtiments au toit commun :
  - no 20 (lot 118) - villa L'Amaryllis[1], anciennement Saint-Eugène.
  - no 22 (lot 119) - villa dont le nom Saint-Jules a disparu avec les rénovations.
  - no 24 (lot 254) - villa dont le nom Marie-Germaine a disparu avec les rénovations.
  - no 26 (lot 255 - entrée au 94, rue de Londres) - Commerce au rez-de-chaussée : Café de la Poste ; construit en 1901, c'est en 2019 le plus ancien café du Touquet-Paris-Plage[17]

### Intersection avec la rue de Londres
- angle (lot 185 - entrée au 87, rue de Londres) - Commerce au rez-de-chaussée : Level&Louasse (ex Tabac-Presse)
- no 28 (lot 349) - villa dont le nom Les Capucines a disparu avec les rénovations - Commerces au rez-de-chaussée : kinésithérapeutes[18],[19].
- nos 30-32 (lot 183) - villa dont le nom Les Lilas blancs a disparu avec les rénovations. La construction a été coupée en deux. Au no 30, la façade est recouverte d'un placage brique.
- no 34(lot 180) - Commerce au rez-de-chaussée : Atol (ex « Hôtel Ville de Lille » puis « Droguerie de la Poste » puis « Crémerie centrale »).

### Intersection avec la rue de Metz
- no 36 (lot 198) - résidence Calypso[1], construite en 1928[I 6] - Commerces  au rez-de-chaussée : Hector&Léon et La Cabane (2024) (ex Energy Vélo en 2023 et ex Opale Ride en 2022).
- no 38 (lot 199) - villa, construite en 1961[I 7], dont le nom Ouf a disparu avec les rénovations.
- no 40 (lot 200) - chalet recouvert bois.
- no 42 (lot 210) - villa construite en 1958[I 8].
- no 44 (lot 211) -
- no 46 (lot 212) -
- passage vers 46 bis et ...
- no 48 (lot 369) - escalier extérieur en bois, ancien.
- no 50 (lot 214) - villa, construite en 1912[I 4], dont le nom L'Atome a disparu avec les rénovations, repeinte en 2020.
- no 52 (lots 217-218) - construction scindée en deux :
  - no 52 - villa Kaline[1], construite en 1925[I 9], façade repeinte en 2024-2025 et apparition du nouveau nom.
  - villa La Crysalide[1], entrée au 98, rue de Moscou.

### Intersection avec la rue de Moscou
- nos 54-56-56 bis (lot 219) - petit immeuble de 2 niveaux, recouvert d'un petit carrelage année 1960.
- nos 58-60 - villa due à l'architecte Anatole Bienaimé (plaque de l'architecte sur la façade), coupée en deux :
  - no 58 (lot 223) Nid d'été[1], permis de construire du 14 février 2022 pour une rénovation par le cabinet d'architectes Quételart.
  - no 60 (lot 376) : Petit Clos[1], construite en 1903[I 10].
- nos 62-64-66-68 (lot 421) (entrée au 66) - résidence Penny Lane[1] construite en 1999 en remplacement des trois villas : Roselys, Chantebrise (ex Milou), La Rocaille. Cet immeuble en copropriété comprend 23 appartements[RNC 6].
- no 70 (lot 239) - villa Petit Chelem, construite en 1924[I 1], repeinte et débaptisée en 2021.
- no 72 (lot 413) (entrée au 78, boulevard Daloz) - villa Les Mutins[1], construite en 1925 sur les plans de l’architecte Louis Quételart pour lui-même[20],[21].

### Fin de la rue Raymond-Lens à l'intersection avec le boulevard Daloz: début de l'avenue Raymond-Lens
Le numérotage des habitations de l'avenue Raymond-Lens est un numérotage métrique.
- (lot 336) (entrée 45, boulevard Daloz) - villa Roi d’Ys[1], construite en 1900[I 2]. sur les plans de l’architecte Anatole Bienaimé[22]. Cette villa est typique de son style : le bois est plaqué sur la construction et ne fait pas partie de sa structure[b 2]. Cette villa est recensée à l'inventaire général du patrimoine culturel de la France[23].
- (lot 573) - les villas Daloz construites en 1994[I 1], ensemble de trois bâtiments construits à l'emplacement des ateliers de dessin de l'architecte Louis Quételart :
  - Les Érables[1] (accès 47, boulevard Daloz) ;
  - no 66 - Les Merisiers[1] ;
  - no 94 - Les Noisetiers[1].
- no 110 (lot 334) - villa La Roselière
- no 118 (lot 333) - villa
- no 140 (lot 332) - villa
- no 150 (lot 330) - villa Adeline
- no 170 (lot 331) - villa Sun Trap

#### Ouvrages
- Patricia Crespo, Le Touquet, les noms de nos villas racontent..., avril 1993 (ISBN 2-9507571-0-3)

1. ↑  p. 59.
2. ↑  p. 19.

#### Fichier des ventes immobilières sur le site de la DGFiP
1. 1 2 3 4  vente en 2018.
2. 1 2  vente en 2017.
3. ↑  vente en 2021.
4. 1 2  vente en 2016.
5. ↑  vente en 2022.
6. ↑  vente en 2020.
7. ↑  vente en 2024.
8. ↑  vente en 2022 puis de nouveau en 2023.
9. ↑  vente en 2020 et de nouveau en 2024.
10. ↑  vente en 2019 et de nouveau en 2021.

#### Site des demandes de valeur foncière (DVF)
1. ↑  Vente en 2022

#### Registre national des copropriétés
1. 1 2  Fiche de la copropriété Grand Voile dans le Registre national des copropriétés.
2. ↑  Fiche Britannia dans le registre national des copropriétés.
3. ↑  Fiche de la copropriété 19 rue Lens dans le Registre national des copropriétés.
4. 1 2  Fiche de la copropriété Ouragan dans le Registre national des copropriétés.
5. ↑  Fiche de la copropriété 6 rue Raymond-Lens dans le Registre national des copropriétés.
6. ↑  Fiche de la copropriété Penny Lane dans le Registre national des copropriétés.

#### Autres sources
1. 1 2 3 4 5 6 7 8 9 10 11 12 13 14 15 16 17 18 19 20 21 22 23 24 25 26 27 28 29  Nom visible sur la façade ou la clôture.
2. ↑  
« Résidence Grand' Voile », sur le site pss-archi.eu (consulté le 9 août 2019).
3. ↑  
Olivier Merlin, « Un appartement à près de deux millions d’euros sur le front de mer ! », sur le site du quotidien La Voix du Nord, 25 mars 2017 (consulté le 9 août 2019).
4. ↑  Photo du nom de la villa.
5. ↑  
« Présentation », sur le site oyats.fr (consulté le 9 août 2019).
6. ↑  
« Le Touquet : Neuf personnes évacuées après une fuite de gaz », sur le site de la chaîne Contact FM, 30 mai 2017 (consulté le 9 août 2019).
7. ↑  
« Le Coq hardi », sur le site du Touquet Paris-Plage Tourisme, dépendant de la mairie du Touquet-Paris-Plage (consulté le 9 août 2019).
8. ↑  Copie du registre du commerce et des sociétés.
9. ↑  
« Diable au Corps », sur le site du Touquet Paris-Plage Tourisme, dépendant de la mairie du Touquet-Paris-Plage (consulté le 9 août 2019).
10. ↑  
« Fiche entreprise », sur le site du registre de commerce (consulté le 9 août 2019).
11. ↑  Rapport du commissaire enquêteur à la suite de l'enquête publique du 30 décembre 2019 au 30 janvier 2020, Modification du plan local d'urbanisme et du site patrimonial remarquable, p. 47/47, [lire en ligne].
12. ↑  
« SYNDICAT COPROPRIET RESIDENCE OURAGAN », sur le site du registre du commerce (consulté le 9 août 2019).
13. ↑  Patricia Crespo, tome 2, page 47, d'après Les villas de la digue en 1903 d’Édouard Lévêque.
14. ↑  
Fabrice Level, « Un immeuble évacué pour cause de poussière d’amiante », sur le site du quotidien La Voix du Nord, 16 février 2018 (consulté le 9 août 2019).
15. ↑  
Romain Douchin, « L’immeuble Ouragan sur le front de mer du Touquet, prisonnier d’un imposant échafaudage », sur le site du quotidien La Voix du Nord, 26 juin 2019 (consulté le 9 août 2019).
16. ↑  
Romain Douchin, « Au Touquet, l’immeuble Ouragan n’est pas près d’être libéré de son encombrant échafaudage », sur le site du quotidien La Voix du Nord, 9 octobre 2021 (consulté le 2 novembre 2021).
17. ↑  
« Le Café de la Poste (Bar) », sur le site du Touquet Paris-Plage Tourisme, dépendant de la mairie du Touquet-Paris-Plage (consulté le 9 août 2019).
18. ↑  
« Masseur-kinesithérapeute », sur le site lemedecin.fr (consulté le 9 août 2019).
19. ↑  Copie du registre du commerce et des sociétés.
20. ↑  « Villa Les Mutins », notice no PA62000023, sur la plateforme ouverte du patrimoine, base Mérimée, ministère français de la Culture
21. ↑  
« La villa Les Mutins - 1925 », sur le site mincoin.com (consulté le 9 août 2019).
22. ↑  Les Villas balnéaires au Touquet-Paris-Plage,tome 1, p. 21, Les Éditions du Passe-temps, novembre 2011,  (ISBN 2-95175-633-X).
23. ↑  « Maison dite Villa Le Roi d'Ys », notice no IA62000179.